# Henrique Chaves
Henrique José Monteiro Chaves (Lisboa, 16 de abril de 1951) é um advogado e político português.

## Biografia
Filho de Henrique José Vilardebó Chaves (19 de Dezembro de 1920 - 2007), neto materno dum Catalão, duas vezes 6.º neto dum Holandês e trineto do 1.º Barão de Almeirim, e de sua mulher (Lisboa, 18 de Janeiro de 1947) Maria Helena Marques da França Dória Monteiro (Almada, Caparica, Monte de Caparica, 23 de Agosto de 1927).
Licenciado em Direito pela Faculdade de Direito da Universidade de Lisboa em 1975, foi admitido na Ordem dos Advogados Portugueses em 1979, data a partir da qual se dedicou ao exercício da advocacia.
Foi além disso tenista federado, e campeão nacional dessa modalidade, na categoria de Infantis, e bicampeão nacional na categoria de Júniores; a nível internacional representou Portugal na Coupe Galea e na Taça Davis.
Foi vogal e secretário do Conselho Superior da Ordem dos Advogados, com o Bastonário António Pires de Lima.
Logo após o 25 de abril de 1974 foi designado vogal da Comissão Administrativa da Câmara Municipal de Lisboa (1974-1975). Pelo Partido Social-Democrata, foi eleito Deputado à Assembleia da República, nas legislativas de 1999 e de 2002.
Em 2004 ingressou no governo de Pedro Santana Lopes, o XVI Governo Constitucional. Foi Ministro-Adjunto do Primeiro-ministro, entre 17 de julho e 24 de novembro de 2004, cargo em que lhe sucedeu Rui Gomes da Silva. A seguir, foi Ministro da Juventude, Desporto e Reabilitação durante oito dias, entre 24 de novembro de 2004 e 2 de dezembro de 2004, tendo sido nessa qualidade que apresentou a sua demissão, já a poucos dias do fim do governo. Esteve, no total, 138 dias no executivo de Santana.
Segundo muitos comentadores políticos, a demissão de Henrique Chaves foi um dos principais motivos para que Jorge Sampaio tomasse a decisão inédita na história da democracia portuguesa de dissolver a Assembleia da República.
Casou em Lisboa, Santa Maria de Belém, a 26 de Julho de 1975 com Ana Maria de Barros Lima Posser de Andrade (Lisboa, São Sebastião da Pedreira, 14 de Fevereiro de 1952), bisneta de dois e 7.ª e 8.ª neta de Franceses, 7.ª neta e 7.ª e 8.ª neta de dois Ingleses, bisneta duma Escocesa, 8.ª e 9.ª neta dum Espanhol, 7.ª e 8.ª neta duma Francesa, sobrinha-tetraneta do 1.º Visconde de Carnide e prima-sobrinha-trineta do 2.º Visconde de Carnide e 1.º Conde de Carnide, com geração.

## Funções governamentais exercidas
- XVI Governo Constitucional de Portugal
  - Ministro Adjunto do Primeiro-Ministro
  - Ministro da Juventude, Desporto e Reabilitação